# Seznam českých skladatelů
Seznam českých skladatelů uvádí některé hudební skladatele, pocházející z českých zemí nebo zde působící.

## A
- Jan Josef Abert (1832–1915)
- Stanislav Adam (1889–1974)
- Josef Adamík (1947–2009)[1]
- Vojtěch Bořivoj Aim (1886–1972)
- Ferdinand Alanus de Rupa (?–1703)
- Ladislav Aloiz (1860–1918)
- Vladimír Ambros (1890–1956)
- Karel Ančerl (1908–1973)
- Antonín Anděl (1880–po roce 1905)
- Jaroslav Andrejs (1919–2009)
- Luboš Andršt (1948–2021)[2]
- Mořic Stanislav Anger (1844–1905)
- Jan Ignác Angermayr (1701–1732)
- Jan Michael Angstenberger (1717–1789)
- Jan Antoš (1750?–po roce 1806)[3]
- Emil Axman (1887–1949)

## B
- Milan Báchorek (* 1939)
- Jiří Baier (1934–2010)[2]
- JUDr. Karel Bajer (1908–1992)
- Břetislav Bakala (1897–1958)
- Petr Bakla (* 1980)
- Antonín Balatka (1895–1958)
- Milan Balcar (1886–1954)
- Karel Balling (1889–1972)
- Mojmír Balling (1928–1999)
- Iszek Baraque alias František Chaloupka (* 1981)[4][5]
- Jiří Bárta (1935–2012)[6]
- Josef Bárta (1744–1787)
- Lubor Bárta (1928–1972)
- Vincenc Barták (1797–1861)
- Hanuš Bartoň (* 1960)
- Eduard Bartoníček (1855–1915)
- František Bartoš (1905–1973)
- Jan Zdeněk Bartoš (1908–1981)
- Josef Bartoš (1861–1924)
- Josef Bartoš (1902–1966)
- Zdeněk Bartošík (* 1974)
- Josef Bartovský (1884–1964)
- Vilém Barvič (1841–1892)
- Miroslav Barvík (1919–1998)
- Karel Barvitius (1893–1949)
- Karel Josef Barvitius (1864–1937)
- Jana Bařinková (* 1981)
- Roderich Bass (1873–1933)
- Karel Bastl (1873–1918)
- Karel Bautzký (1862–1919)
- Varhan Orchestrovič Bauer (* 1969)
- Jaromír Bažant (1926–2009)
- Antonín František Bečvařovský (1754–1823)
- Antonín Bednář (1896–1949)
- Jan Bedřich (1932–1996)[7]
- Kamil Běhounek (1916–1983)
- František Belfín (1923–1997)[8]
- Karel Bělohoubek (1942–2016)[9]
- Ralph Benatzky (1884–1957)
- František Benda (1709–1786)
- Jan Jiří Benda (1713–1752)
- Jan Jiří Benda (otec) (1686–1757)
- Jiří Antonín Benda (1722–1795)
- Karel Bendl (1838–1897)
- Jan Beran (* 1959)
- Jan Beránek (1813–1863)[10]
- Josef Berg (1927–1971)
- Josef Adolf Bergmann (1822–1901)
- Jiří Berkovec (1922–2008)
- Karel Berman (1919–1995)[11]
- Jiří Bezděk (* 1961)
- Heinrich I. F. Biber (1644–1704)
- Carl Heinrich Biber (1681–1749)
- Oldřich Blaha (* 1930)
- Václav Bláha (1901–1959)
- Ivo Bláha (1936–2021)[12]
- Záboj Bláha–Mikeš (1887–1957)
- Josef Blatný (1891–1980)
- Pavel Blatný (1931–2021)
- František Tadeáš Blatt (1793–1856)
- Vilém Blažek (1900–1974)
- Zdeněk Blažek (1905–1988)
- Oldřich Blecha (1892–1951)
- Vilém Blodek (1834–1874)
- Sylvie Bodorová (* 1954)
- Josef Boháč (1929–2006)
- Karel Böhm (1890–1973)
- Josef Böhm (hudebník) (1881–1967)
- Miloš Bok (* 1968)
- Antonín Borovička (1895–1968)
- Pavel Bořkovec (1894–1972)
- Vasil Atanas Božinov (1888–1966)
- Jindřich Brabec (1933–2003)
- Jiří Brabec (1940–2004)
- Jaroslav Bradáč (1876–1938)
- Ladislav Bradáč (1870–1897)
- Otakar Bradáč (1874–1924)
- Theodor Václav Bradský (1833–1881)
- Jan Brandl (1835–1913)[13]
- Vladimír Brázda (1920–2001)[14]
- Jan Josef Ignác Brentner (1689–1742)
- Aleš Březina (* 1965)
- František Xaver Brixi (1732–1771)
- Radim Brixí (* 1981)[15]
- Šimon Brixi (1693–1735)
- Jan Josef Brixi (1719–1762)
- Jeroným Brixi (1738–1803)
- Matěj Brixi (1752–1806)
- Viktorín Ignác Brixi (1716–1803)
- Gustav Brom (1921–1995)
- Antonín Brosmann (1731–1798)
- Martin Broulík (1751–1817)
- František Brož (1896–1962)
- Henricus Aloysius Brückner (2. polovina 17. století)
- Ondřej Gregor Brzobohatý (* 1983)
- Jan Budík (1899–1960)[16]
- Antonín Buchtel (1804–1882)
- Jiří Bulis (1946–1993)
- František Bureš (1900–1959)
- Jarmil Burghauser (1921–1997)
- Emil František Burian (1904–1959)
- Karel Vladimír Burian (1923–2000)
- Jan Bůžek (1927–2005)
- Václav Bůžek (* 1956)

## C
- Josef Cainer (1837–1917)
- Samuel Friedrich Capricornus (1628–1665)
- Jaroslav Celba (1924–2013)
- Josef Ceremuga (1930–2005)
- Jiří Cerha (1943–2021)[17]
- Jiří Císler (1928–2004)
- Vít Clar (1936–2010)[18]

## Č
- Josef Čapek (1825–1915)
- Jiří Čart (1708–1774)
- Ludvík Čelanský (1870–1931)
- Miloš Čeleda (1884–1958)
- Josef Černík (1880–1969)
- Vratislav Petr Černík (1941–2015)[19]
- František Černín (1859–1928)
- Bohuslav Matěj Černohorský (1684–1742)
- Sanctus Černý (1724–1775)
- František Černý (1830–1900)
- František Černý (1861–1940)
- František Černý (1875–1943)
- František Černý (1875–1958)
- Václav Červinka (1844–1929), zeť F. L. Riegra[20][21][22]
- Jiří Červený (1887–1962)
- Bohumil Čipera (1920–1993)[23]
- Pavel Čotek (1922–2005)

## D
- Jaromír Dadák (1930–2019)[24]
- Rudolf Dašek  (1933–2013)
- Michal David (* 1960)
- Josef Dessauer (1798–1876)
- Antonín Devátý (1903–1964)
- Jan Děd (1936–2015)[25]
- Ivo Dědina (1922–1999)[26]
- Jan Dědina (1906–1980)[27]
- Ludvík Dietrich (1803–1858)
- Václav Divina (Viktor King) (1896–1995)[28]
- Vojtěch Dlask (* 1979)
- Václav Dobiáš (1909–1978)

- František Domažlický (1913–1997)
- Domoslav (1. pol. 14. století)
- Jan Emanuel Doležálek (1780–1858)
- Jaroslav Dostalík (1928–2010)[29]
- Antonín Dostálek (1882–1938)
- Štěpán Doubek (1872–1920)
- Jaroslav Doubrava (1909–1960)
- Vilém Doubrava (1864–1935)
- František Doubravský (1790–1867)
- Petr Doubravský (1925–2004)[30]
- Eduard Douša (* 1951)[31][32]
- Karel Douša (1876–1944)
- Josef Drahlovský (1847–1926)
- Josef Drahorád (1816–1895)
- Josef Dražan (1909–1981)[33]
- František Drdla (1868–1944)
- Josef Drechsler (1782–1852)
- Radim Drejsl (1923–1953)
- Alexander Dreyschock (1818–1869)
- Jiří Družecký (1745–1819)
- Jaroslav Dřevíkovský (2015)
- Karel Duba (1929–1968)
- Milan Dufek (1944–2005)[34]
- Miloslav Ducháč (1924–2008)
- Jan Dumek (1934–2004)[35]
- František Josef Dusík (1765–1816)
- Jan Ladislav Dusík (1760–1812)
- František Xaver Dušek (1731–1799)
- Rudolf Antonín Dvorský (1899–1966)
- Jiří Dvořáček (1928–2000)[36]
- Antonín Dvořák (1841–1904)

## E
- Petr Eben (1929–2007)
- Josef Egem (1874–1939)
- Jiří Eliáš (1908–1960)
- František Gregor Emmert (* 1940)
- Heinrich Wilhelm Ernst (1814–1865)

## F
- Mikuláš Faber (?–1673)
- Leo Fall (1873–1925)
- Leoš Faltus (* 1937)
- Jindřich Feld (1925–2007)
- Jindřich Feld starší (1883–1953)
- Jindřich Ferenc (1881–1958)
- Jaromír Fiala (1892–1967)
- Jiří Julius Fiala (1892–1974)
- Josef Fiala (1748–1816)
- Petr Fiala (* 1943)
- Zdeněk Fibich (1850–1900)
- Bohumil Fidler (1860–1944)
- Antonín Fils (1730–1760)
- Daniel Fikejz (* 1954)
- Fidelio Fritz Finke (1891–1968)
- Gottfried Finger (1660–1730)
- Rudolf Firkušný (1912–1994)
- Jan Frank Fischer (1921–2006)
- Luboš Fišer (1935–1999)
- Anton Foerster (1837–1926)
- Josef Bohuslav Foerster (1859–1951)
- Zdeněk Folprecht (1900–1961)
- Jaroslav Foltýn (* 1927)
- Daniel Forró (* 1958)
- František Forst (1891–1960)
- Arnošt Förchtgott (1825–1874)
- Antonín Förster (1867–1915)
- Josef Förster (1804–1892)
- Josef Förster ml. (1833–1907)
- Karel Förster (1855–1921)
- Jaroslav Francl (1906–1990)
- Gabriel Fránek (1859–1930)
- Alexej Fried (1922–2011)
- Vladimír Franz (* 1959)
- Rudolf Friml (1879–1972)
- Julius Fučík (1872–1916)
- Karol Frydrych (* 1975)
- Robert Führer (1807–1861)
- Robert Fuchs (* 1972)[37]

## G
- Jaroslav Galia (1875–1941)
- Jan Adam Gallina (1724–1773)
- Florian Leopold Gassmann (1729–1774)
- Petra Gavlasová (* 1976)[38][39][40][41]
- Kryštof Karel Gayer (?–1734)
- Jiří Gemrot (* 1957)
- Antonín Gerber (1711–1792)
- František Glaeser (1798–1861)
- Alexander Goldscheider (* 1950)
- Peter Graham (* 1952)
- Čestmír Gregor (1926–2011)
- František Gregora (1819–1887)
- Ferdinand Greinecker (1893–1952)
- Ludwig Grünberger (1839–1896)
- Alfred Grünfeld (1852–1924)
- Josef Antonín Gurecký (1709–1769)
- Václav Matyáš Gurecký (1705–1743)
- Zdeněk Gurský (* 1954)
- Adalbert Gyrowetz (Vojtěch Jírovec) (1763–1850)

## H
- Karel Haak (1853–1937)
- Václav Haan (1714–1765)
- Pavel Haas (1899–1944)
- Václav Haas (1694–1768)
- Alois Hába (1893–1973)
- Emil Hába (1900–1982)
- Karel Hába (1898–1972)
- Maurus Haberhauer (1746–1799)
- František Václav Habermann (1706–1783)
- Vítězslav Hádl (* 1945)
- Maxmilián Hájek (1909–1969)
- Bohumír Halouzka (1892–1983)
- Vlastimil Hála (1924–1985)
- Jan Hammer (* 1948)
- Andreas Hammerschmidt (1611–1675)
- Mirko Hanák (1891–1972)
- Ignác Händl (1889–1954)
- Karel Hanke (1750–1803)
- Petr Hanzlík (* 1968)
- Jan Hanuš (1915–2004)
- Petr Hapka (1944–2014)
- Kryštof Harant z Polžic a Bezdružic (1564–1621)
- Milan Harašta (1919–1946)
- Jindřich Hartl (1856–1900)
- Karel Hašler (1879–1941)
- Zdeněk Hatina (* 1941)
- Václav Vlastimil Hausmann (1850–1903)
- Svatopluk Havelka (1925–2009)
- Quido Havlasa (1839–1909)
- Vladimír Havlíček (* 1947)
- Antonín Filip Heinrich (1781–1861)
- Robert Hejnar (* 1969)
- František Vladislav Hek (1769–1847)
- Jan Theobald Held (1770–1851)
- Josef August Heller (1800–1855)
- Oldřich Hemerka (1862–1946)
- Jaromír Herle (1872–1945)
- Nikolaus Herman (1500–1561)
- František Matěj Hilmar (1803–1881)
- Oldřich Hilmera (1891–1948)
- Silvestr Hipman (1893–1974)
- Vladimír Hirsch (* 1954)
- Radim Hladík (1946–2016)
- Miroslav Hlaváč (1923–2008)
- Vojtěch Hlaváč (1849–1911)
- Václav Hlinomaz (1873–1941)
- Emil Hlobil (1901–1987)
- Alois Hnilička (1826–1909)
- Jaromír Hnilička (* 1932)
- Karol Hodytz (1806–1892)
- Ludvík Holain (1843–1916)
- Josef Holub (1902–1973)
- František Ondřej Holý (1747–1783)
- Antonín Vojtěch Horák (1875–1910)
- Václav Emanuel Horák (1800–1871)
- Karel Horký (1909–1988)
- Ondřej Horník (1864–1917)
- Slavomír Hořínka (* 1980)
- Karl Hoschna (1877–1911)
- Vincenc Houška  (1766–1840)
- Josef Hotový (1904–1975)
- František Hovorka (1881–1929)
- Pavel Hrabánek (* 1946)
- Antonín Hradil (1974–1937)
- František Hradil (1898–1980)
- Cyril Metoděj Hrazdira (1868–1926)
- František Pelegrin Hrdina (1793–1866)
- František Hrdina (1882–1963)
- Bohuslav Hřímalý (1848–1894)
- Otakar Hřímalý (1883–1945)
- Vojtěch Hřímalý starší (1809–1880)
- Vojtěch Hřímalý mladší (1842–1908)
- Ignác Hubatka (?–1745)
- Zdeněk Hůla (1901–1986)
- Ilja Hurník (1922–2013)
- Lukáš Hurník (* 1967)
- Václav Hybš (* 1935)
- Karel Husa (1921)
- Jaroslav Hutka (* 1947)
- Josef Hüttel (1893–1951)
- Jindřich Hybler (1891–1967)
- Martin Hybler (* 1977)

## Ch
- Zdeněk Chalabala (1899–1962)
- Petr Chaloupský (*1964)
- Josef Charvát (1884–1945)
- František Chaun (1921–1981)
- Jozef Chládek (1856–1928)
- Osvald Chlubna (1893–1971)
- Rudolf Chlup (1879–1961)
- Jan Václav Chmelenský (1778–1864)
- Josef Chmelíček (1823–1891)
- František Xaver Chotek (1800–1852)
- Marios Christou (* 1978)
- Emanuel Chvála (1851–1924)

## I
- Milan Iglo (* 1933)
- Eduard Ingriš (1905–1991)
- Miloslav Ištvan (1928–1990)
- Marko Ivanović (* 1976)

## J
- Gunther Jakob (1685–1734)
- Leoš Janáček (1854–1928)
- Jan Janák (1871–1942)
- Antonín Janda (1891–1961)
- Václav Boleslav Janda (1852–1935)
- František Janeček (1837–1919)
- Karel Janeček (1903–1974)
- Metoděj Janíček (1862–1940)
- Jaroslav Jankovec (1896–1961)
- Karel Janovický (1930–2024)
- Leopold Jansa (1795–1875)
- Jiří Jaroch (1920–1986)
- Emanuel Jaroš (1882–1959)
- Alfred Maria Jelínek (1884–1932)
- Josef Jelínek (1758–1825)
- Otakar Jeremiáš (1892–1962)
- Josef Jeřábek (1853–1914)
- Pavel Jeřábek (1948–2001)
- Jaroslav Ježek (1906–1942)
- Olga Ježková (* 1956)
- František Jílek (1865–1911)
- František Jílek (1913–1993)
- Jindřich Jindřich (1876–1967)
- Marta Jiráčková (* 1932)
- Milan Jíra (klavírista) (* 1935)
- Karel Boleslav Jirák (1891–1972)
- Jiří Jirmal (* 1925)
- Alfons Jindra (1908–1978)
- Alois Jiránek (1858–1950)
- Antonín Jiránek (1712–1761)
- Josef Jiránek (1855–1940)
- Stanislav Jiránek (1867–1934)
- Ivo Jirásek (1920–2004)
- Jan Jirásek (* 1955)
- Ivan Jirko (1926–1978)
- Jiří Jirouš (1923–2005)
- Miroslav Jiroušek (1903–1983)
- Vojtěch Matyáš Jírovec (1763–1850)

## K
- Jindřich Kàan z Albestů (1852–1926)
- Miloslav Kabeláč (1908–1979)
- Jaroslav Kadlec (1914–2004)
- Ondřej Kadlec (1859–1928)
- Jindřich Kafka (1844–1917)
- Mlhoš Kafka (1928–1993)
- Jan Kaftan (1870–1908)
- Jan Kaláb (1908–1979)
- Viktor Kalabis (1923–2006)
- Jiří Kalach (1934–2008)
- Julius Kalaš (1902–1967)
- Jan Křtitel Václav Kalivoda (1801–1866)
- Václav Kalous (1715–1786)
- Antonín Kammel (1730–1784)
- Zdeněk Kaňák (1910–1991)
- Johann Nepomuk Kaňka (1772–1865)
- Jan Kapr (1914–1988)
- Václav Kaprál (1889–1947)
- Vítězslava Kaprálová (1915–1940)
- Karel Kahovec (* 1946)
- Rudolf Karas (1930–1977)
- Rudolf Karel (1880–1945)
- František Václav Karlík (1811–1889)
- Václav Kašlík (1917–1989)
- Ferdinand Kauer (1751–1831)
- Walter Kaufmann (1907–1984)
- Rudolf Kende (1910–1958)
- Michael Keprt (* 1972)
- Augustinus Kertzinger (?–1678)
- Jan Bedřich Kittl (1806–1868)
- Miroslav Klega (1926–1993)
- Gideon Klein (1919–1945)
- Josef Klička (1855–1937)
- Jan Klusák (* 1934)
- Vít Kment (1894–1954)
- František Kmoch (1848–1912)
- František Max Kníže (1784–1840)
- Michael Kocáb (* 1954)
- Jaroslav Kocian (1883–1950)
- František Kočvara (1750–1791)
- Josef Kohout (1734–1777)
- Josef Kohout (1895–1958)
- Karel Kohout (1726–1784)
- Ctirad Kohoutek (1929–2011)
- Zikmund Kolešovský (1817–1868)
- Rudolf Komorous (* 1931)
- Karel Komzák ml. (1850–1905)
- Karel Komzák st. (1823–1893)
- Jaroslav Kofroň (1921–1966)
- Antonín Koníček (* 1952)
- Štěpán Koníček (1928–2006)
- Karel Konvalinka (1885–1970)
- Miloš Konvalinka (1919–2000)
- Marek Kopelent (1932–2023)
- Jan Jáchym Kopřiva (1754–1792)
- Karel Blažej Kopřiva (1756–1785)
- Václav Jan Kopřiva (1708–1789)
- Leopold Korbař (1917–1990)
- Bohuslav Korejs (1925–2023)
- František Korte (1895–1962)
- Oldřich František Korte (1926–2014)
- Erich Wolfgang Korngold (1897–1957)
- Zdeněk Košler (1928–1995)
- Miloslav Kořínek (1925–1998)
- Jiří Kosina (1926–2000)
- Theodor Kössl (1886–1969)
- Arnošt Košťál (1889–1957)
- František Bedřich Kott (1808–1884)
- Tomáš Norbert Koutník (1698–1775)
- Karel Kovařovic (1862–1920)
- Július Kowalski (1912–2003)
- Jan Evangelista Antonín Koželuh (1738–1814)
- Leopold Antonín Koželuh (1747–1818)
- Lubomír Koželuha (1918–2008)
- František Kramář nebo Franz Krommer (1759–1831)
- Antonín Kraft (1749–1820)
- Mikuláš Kraft (1778–1853)
- Adolf Kramenič (1889–1953)
- Hans Krása (1899–1944)
- Jiří Kratochvíl (1924–2014)
- Jaroslav Krček (* 1939)
- Jan Křtitel Krumpholtz (1742–1790)
- Martin Kratochvíl (* 1946)
- Iša Krejčí (1904–1968)
- Miroslav Krejčí (1891–1964)
- Jaroslav Krombholc (1918–1983)
- František Kramář (1759–1831)
- Rudolf Kroupa (* 1914)
- Jan Krumlovský (1719–1763)
- Jan Křtitel Krumpholtz (1747–1790)
- Jaroslav Křička (1882–1969)
- Gustav Křivinka (1928–1990)
- Milan Křížek (1926–2018)
- Pavel Křížkovský (1820–1885)
- Leoš Kuba (* 1967)
- Norbert Kubát (1863–1935)
- Jan Kubelík (1880–1940)
- Rafael Kubelík (1914–1996)
- Ladislav Kubeš (1924–1998)
- Miroslav Kubíček (1919–1955)
- Miroslav Kubička (* 1951)
- Rudolf Kubín (1909–1973)
- Jan Kučera (* 1977)
- Václav Kučera (* 1929)
- Josef Kuhn (1911–1984)
- Jan Křtitel Kuchař (1751–1829)
- Vojtěch Kuchynka (1871–1942)
- Ondřej Kukal (* 1964)
- Jan Kunc (1883–1976)
- Tomáš Antonín Kunz (1756–1830)
- Karel Kupka (1927–1985)
- Ivan Kurz (* 1947)
- Jan Tomáš Kuzník (1716–1786)
- Jaroslav Kvapil (1892–1958)
- Otomar Kvěch (* 1950)
- Jan Evangelista Kypta (1813–1868)
- František Xaver Krükl (1841–1899)

## L
- August Labitzky (1832–1903)
- Josef Labický (1802–1881)
- František Labler (1805–1851)
- Josef Labor (1842–1924)
- Jiří Laburda (* 1931)
- Ludwig Wenzel Lachnitt (1746–1820)
- Antonín Láník (1921–2014)
- Gustav Láska (1847–1928)
- Bohuslav Leopold (1888–1956)
- Josef Quido Lexa (1891–1925)
- Fran Lhotka (1883–1962)
- Václav Lídl (1922–2004)
- Jiří Ignác Linka (Linek) (1725–1791)
- Josef Lipavský (1772–1810)
- Zdeněk Liška (1922–1983)
- Jakub Lokaj (1752–?)
- Jan Antonín Losy (1650–1721)
- Ludvík Lošťák (1862–1918)
- Ivana Loudová (* 1941)
- Štěpán Lucký (1919–2006)
- Emil Ludvík (1917–2007)
- Jan Ludwig (1832–1875)
- David Lukáš (* 1981)
- Zdeněk Lukáš (1928–2007)
- Karel Luyton (1556–1620)
- Břetislav Lvovský (1857–1910)
- Emil Ludvík (1917–2007)
- Zdeněk Lukáš (1927–2007)

## M
- Karel Emanuel Macan (1858–1925)
- Harry Macourek (1923–1982)
- Jiří Macourek (1815–1863)
- Karel "Harry" Macourek (1923–1992)
- Rudolf Macudzinski (1907–1986)
- Vojta Mádlo (1872–1951)
- Gustav Mahler (1860–1911)
- Alfred Mahovsky (1907–1932)
- František Jiří Mach (1869–1952)
- František Josef Mach (1837–1914)
- Stanislav Mach (1906–1975)
- Jaroslav Mácha (1873–1963)
- Otmar Mácha (1922–2006)
- Karel Macháň (1867–1935)
- Miloslav Machek (1923–1999)
- Josef Machoň (1880–1962)
- Vincenc Maixner (1888–1946)
- Jiří Malásek (1927–1983)
- Petr Malásek (* 1964)
- Jan Malát (1843–1915)
- Jan Málek (1938)
- Rudolf Maria Mandé (1904–1964)
- Richard Mandl (1859–1918)
- František Maňas (1921–2004)
- Zdeněk Marat (1931–2016)
- Karel Mareš (1927–2011)
- Maxmilian Mareček (1821–1897)
- Josef Marek (* 1948)
- Václav Marek (* 1956)
- Václav Marel (1904–1964)
- Eduard Marhula (1877–1925)
- Emanuel Maršík (1875–1936)
- Josef Martínek (1888–1962)
- Bohuslav Martinů (1890–1959)
- Kryštof Mařatka (* 1972)
- Jindřich Máslo (1875–1964)
- Stanislav Mašata (1903–1948)
- Albín Mašek (1804–1878)
- Kamilo Mašek (1831–1859)
- Kašpar Mašek (1794–1873)
- Pavel Lambert Mašek (1761–1826)
- Vincenc Mašek (1755–1831)
- Jaroslav Maštalíř (1906–1988)
- Josef Matěj (1922–1992)
- Václav Tomáš Matějka (1773–1830)
- Bohumil Matějů (1888–1910)
- Zbyněk Matějů (* 1958)
- Lukáš Matoušek (* 1943)
- Vlastislav Matoušek (1948)
- Jiří Matys (1927–2016)
- Wilhelm Mayer (1831–1898)
- Jan Nepomuk Maýr (1818–1888)
- Alberik Mazák (1609–1661)
- Ivo Medek (* 1956)
- Leopold Eugen Měchura (1804–1870)
- Jan Meisl (* 1974)
- František Adam Míča (1746–1811)
- František Antonín Míča (1694–1744)
- Zdeněk Mička (* 1945)
- Robert Mimra (1972)
- František Michálek (1895–1951)
- František Michalička (1820–1895)
- Jan Michalička (1791–1867)
- Adam Michna z Otradovic (1600–1676)
- Petr Václav Michna (* 1983)
- Adolf Míšek (1875–1954)
- Jiří Mittner (* 1980)
- Antonín Modr (1898–1983)
- Vojtěch Mojžíš (* 1949)
- Karel Moor (1873–1945)
- Oskar Moravec (1917–2007)
- Julius Morman (1877–1942)
- Viktor Roman Moser (1864–1939)
- Ignaz Moscheles (1794–1870)
- Hugo Klement Mrázek (1889–1916)
- Luboš Mrkvička (*1978)
- Jirka Mucha (* 1977)
- Jan P. Muchow (* 1971)
- Emil Václav Müller (1887–1974)
- František Musil (1852–1908)
- Josef Mysliveček (1737–1781)

## N
- Jiří Najvar (* 1990)
- Eduard Nápravník (1839–1916)
- Karel Navrátil (1867–1936)
- Jindra Nečasová (* 1960)
- Karel Nedbal (1888–1964)
- Oskar Nedbal (1874–1930)
- Vít Nejedlý (1912–1945)
- Jan Chrysostomus Neruda (1705–1763)
- Jan Křtitel Jiří Neruda (1711–1776)
- Josef Nešvera (1842–1914)
- František Neumann (1874–1929)
- Věroslav Neumann (1931–2006)
- Václav Neumann (1920–1995)
- Bedřich Nikodém (1909–1970)
- Jaromír Nohavica (* 1953)
- Ottokar Nováček (1866–1900)
- Sláva E. Nováček (1911–1979)
- Karl Nováček (1864–1929)
- Martin Nováček (1834–1906)
- Victor Nováček (1873–1914)
- Rudolf Nováček (1860–1929)
- Jan Novák (1921–1984)
- Jan Václav Novák (1876–1939)
- Jiří František Novák (1913–1993)
- Richard Novák (* 1931)
- Roman Z. Novák (* 1967)
- Svatopluk Novák (* 1930)
- Vítězslav Novák (1870–1949)
- Jaroslav Novotný (1886–1918)
- Jáchym Novotný (* 1986)
- Josef Ondřej Novotný (1778–1856)
- Václav Juda Novotný (1849–1922)

## O
- Jana Obrovská (1930–1987)
- Jaroslav Očenášek (1901–1968)
- Karel Odstrčil (1930–1997)
- Jan Lohelius Oehlschlägel (1724–1768)
- Josef Olejník (1914–2009)
- Josef Omáčka (1869–1939)
- Erich Orlický (1911–1982)
- František Ondříček (1857–1922)
- Otakar Ostrčil (1879–1935)
- Stanislav Otruba (1868–1949)

## P
- Luděk Pacák (1902–1976)
- Josef Páleníček (1914–1991)
- Oldřich Palkovský (1907–1983)
- Hynek Palla (1837–1896)
- Arnošt Parsch (1936–2013)
- František Xaver Partsch (1760–1822)
- Theodor Bohumír Pařík (1881–1961)
- Jiří Pauer (1919–2007)
- Josef Paukner (1847–1906)
- Matouš Pavlis (* 1993)
- Jan Pehel (1852–1926)
- Cyril Pecháček (1899–1949)
- Jaroslav Pejša (1909–1973)
- Albert Pek (1893–1972)
- Josef Pekárek (1758–1820)
- Miroslav Pelikán (1922–2006)
- Ludvík Pelíšek (1910–1953)
- Miloslav Pěnička (* 1935)
- Gregor Peschin (1500–1547)
- Bohumír Cyril Petr (1905–1976)
- Vadim Petrov (1932–2020)
- Vilém Petrželka (1889–1967)
- Emerich Václav Petřík (1727–1798)
- Felix Petyrek (1892–1951)
- Antonín Petzold (1858–1931)
- Václav Pichl (1741–1805)
- František Picka (1873–1918)
- Josef J. Pihert (1845–1911)
- František Pícha (1893–1964)
- Vlastimil Pinkas (* 1924)
- Alois Piňos (1925–2008)
- Adolf Piskáček (1873–1919)
- Rudolf Piskáček (1884–1940)
- Josef Antonín Plánický (1691–1732)
- Pavel Rudolf Plasche (* 1977)
- Jan Plech (* 1981)
- Jan Plichta (1898–1969)
- Alanus Plumlovský (1703–1759)
- Alexandr Podaševský (1884–1955)
- Ludvík Podéšť (1921–1968)
- Jaromír Podešva (1927–2000)
- Antonín Pokorný (1890–1975)
- František Xaver Pokorný (1729–1794)
- Gotthard Pokorný (1733–1802)
- Petr Pokorný (1932–2008)
- Jan Nepomuk Polášek (1873–1956)
- Vladimír Polívka (1896–1948)
- Zdeněk Pololáník (* 1935)
- Miroslav Ponc (1902–1976)
- František Ludvík Poppe (1671–1730)
- David Popper (1843–1913)
- Juraj Pospíšil (1931–2007)
- Karel Pospíšil (1867–1929)
- Franz Posselt (1729–1801)
- Adolf Albert Pozděna (1836–1900)
- Jan Bohumír Práč (1750–1818)
- Metoděj Prajka (1898–1962)
- Václav Josef Bartoloměj Praupner (1745–1807)
- Arnošt Praus (1873–1907)
- Alois Praveček (1880–1957)
- Jindřich Praveček (1885–1969)
- Antonín Procházka (1901–1981)
- Jan Procházka (1853–1931)
- Josef Procházka (1874–1956)
- Ladislav Prokop Procházka (1872–1955)
- Rudolph von Procházka (1864–1936)
- Alois Provazník (1856–1938)
- Anatol Provazník (1887–1950)
- Adolf Průcha (1837–1885)
- Zbyněk Přecechtěl (1916–1996)
- Váša Příhoda (1900–1960)
- Miroslav Pudlák (* 1961)
- Giovanni Punto (Jan Václav Štich) (1746–1803)

## R
- Ignác Václav Rafael (1762–1799)
- Karel František Rafael (1795–1864)
- Miroslav Raichl (1930–1998)
- Štěpán Rak (* 1945)
- Michal Rataj (* 1975)
- František Rauch (1910–1996)
- Julius Rauscher (1859–1929)
- Antonín Reichenauer (1694–1730)
- Jiří Reinberger (1914–1977)
- Karel Reiner (1910–1979)
- Alois Reiser (1884–1977)
- Julie Reisserová (1888–1938)
- Antonín Rejcha (1770–1836)
- Josef Rejcha (1752–1795)
- Václav Riedlbauch (1947–2017)
- Gottfried Rieger (1764–1855)
- Heinrich Rietsch (1860–1927)
- František Xaver Richter (1709–1989)
- Karel Risinger (1920–2008)
- Philipp Jakob Rittler (1637–1690)
- Gustav Roob (1879–1947)
- Jiří Ropek (1922–2005)
- Václav Josef Rosenkranz (1797–1861)
- František Antonín Rössler–Rosetti (1746–1792)
- Josef Richard Rozkošný (1833–1913)
- Alexander Rudajev (* 1935)
- Karel Ferdinand Rudl (1853–1917)
- Josef Rut (1923–2007)
- Eugen Miroslav Rutte (1855–1903)
- Ivan Růžička (* 1927)
- Petr Růžička (1936–2007)
- Rudolf Růžička (* 1941)
- Karel Růžička (1940–2016)
- Kateřina Růžičková (* 1972)
- Jakub Jan Ryba (1765–1815)
- Jaroslav Rybář (* 1942)
- Jan Rychlík (1916–1964)
- Jiří Rychnovský (1545–1616)

## Ř
- Václav Řehák  (* 1933)
- Bohuslav Řehoř (* 1938)
- Ivan Řezáč (1924–1977)
- Jaroslav Řídký (1897–1956)
- Oldřich Říha (1893–1985)
- Vojtěch Říhovský (1871–1850)

## S
- Pavel Samiec (* 1984)
- Tomáš Sehnal (* 1978)
- Bohuslav Sedláček (* 1928)
- Jan Antonín Sedláček (1728–1805)
- Miloš Sedmidubský (1924–1995)
- Josef Ferdinand Norbert Seger (1762–1782)
- Josef Antonín Sehling (1710–1756)
- Jan Seidel (1908–1998)
- Jindřich Seidl (1883–1945)
- Valentina Shuklina (* 1982)
- Theodor Schaefer (1904–1969)
- František Schäfer (1905–1966)
- Vladimír Scheufler (1922–1995)
- Jan Schneeweis (1904–1995)
- Ervín Schulhoff (1894–1942)
- Theodor Schulz (1875–1945)
- Jaroslav Síč (1908–1993)
- Aleš Sigmund (* 1944)
- Ladislav Simon (1929–2011)
- Jan Hanuš Sitt (1850–1922)
- Jan Sixt z Lerchenfelsu (?–1629)
- Petr Skoumal (1938–2014)
- František Zdeněk Skuherský (1830–1892)
- Ferdinand Sládek (1872–1943)
- Klement Slavický (1910–1999)
- Milan Slavický (1947–2009)
- Josef Slavík (1806–1833)
- Pavel Slezák (* 1941)
- Jan Slimáček (* 1969)
- Milan Slimáček (* 1936)
- Luboš Sluka (* 1928)
- Miloš Smatek (1895–1974)
- Bedřich Smetana (1824–1884)
- Václav Smetáček (1906–1986)
- Jaroslav Smolka (1933–2011)
- Martin Smolka (* 1959)
- Josef Blažej Smrček (1751–1799)
- Jiří Smutný (* 1932)
- Jitka Snížková (1924–1989)
- Jan Sobek (1831–1914)
- Karel Sodomka (1929–1988)
- Matěj Sojka (1740–1817)
- Miloš Sokola (1913–1976)
- Lukáš Sommer (* 1984)
- Vladimír Sommer (1921–1997)
- František Souček (1880–1952)
- Jindřich Souček (1863–1940)
- Josef Věnceslav Soukup (1819–1882)
- Ondřej Soukup (* 1951)
- Vladimír Soukup (1930–2012)
- Jan Matyáš Sperger (1750–1812)
- František Spilka (1877–1960)
- Pavel Jistebnický Spongopeus (1550–1619)
- Jiří Srnka (1907–1982)
- Miroslav Srnka (* 1975)
- Antonín Stamic (1687–1765)
- Jan Václav Stamic (1717–1757)
- Antonín Karl Stamitz (??)
- Karel Stamic (1745–1801)
- Pavel Staněk (* 1927)
- Josef Stanislav (1897–1971)
- Blažena Rylek Staňková (1888–1974)
- Jan Stefani (1746–1829)
- Jiří Sternwald (1910–2007)
- Josef Stelibský (1909–1962)
- Jan Václav Stich (1746–1803)
- Josef Straka (1874–1951)
- Maurice Strakoš (1825–1887)
- Jiří Strejc (1932–2010)
- Karel Strnad (1853–1922)
- Jiří Strniště (1914–1991)
- Jaroslav Stuka (1883–1968)
- Stanislav Suda (1865–1931)
- František Suchý Pražský (1891–1973)
- František Suchý Brněnský (1902–1977)
- Václav Suk (1861–1933)
- Josef Suk mladší (1929–2011)
- Josef Suk (1874–1935)
- Hans Walter Süsskind (1913–1980)
- Hanuš Svoboda (1878–1964)
- Karel Svoboda (1938–2007)
- Jiří Svoboda (1897–1970)
- Jiří Svoboda (1945–2004)
- Milan Svoboda (* 1951)
- Tomas Svoboda (* 1939)
- Josef Cyrill Sychra (1859–1935)

## Š
- Antonín Šatra (1901–1979)
- Karel Šebor (1843–1903)
- Augustin Šenkýř (1736–1796)
- Zdeněk Šesták (* 1925)
- Otakar Ševčík (1852–1934)
- Otakar Šín (1881–1943)
- Jiří Šlitr (1924–1969)
- Dominik Josef Škroup (1766–1830)
- Jan Nepomuk Škroup (1811–1892)
- František Škroup (1801–1862)
- František Škvor (1898–1970)
- Miloslav Šnejdar (1917–1994)
- Karel Šrom (1904–1981)
- Ladislav Štaidl (1945–2021)
- Miloš Štědroň (* 1942)
- Vladimír Štědroň (1900–1982)
- Josef Antonín Štěpán (1726–1797)
- Karel Václav Štěpka (1908–1989)
- Vincenc Šťastný (1885–1971)
- Rudolf Štrubl (1912–1982)
- Jiří Šust (1919–1995)

## T
- Josef Tadra (1877–?)
- Václav Talich (1883–1961)
- Bohuslav Taraba (1894–1978)
- Jan Tausinger (1921–1980)
- Vilém Tauský (1910–2004)
- Jiří Teml (* 1935)
- Karel Tesař (* 1931)
- Milan Tesař (* 1938)
- František Xaver Thuri (1939–2019)
- Kajetán Tichý (1859–1937)
- Otto Albert Tichý (1890–1973)
- Vladimír Tichý (* 1946)
- Antonín Emil Titl (1809–1882)
- Josef Toman (1894–1972)
- Bohumil Tomáš (1871–1945)
- Hynek Tomáš (1861–1956)
- Jaroslav Tomášek (1896–1970)
- Theodor Tomášek (1840–1922)
- Václav Jan Tomášek (1774–1850)
- Jakub Jan Trautzl (1749–1834)
- Eduard Tregler (1868–1932)
- Josef Triebensee (1772–1846)
- Rudolf Trinner (* 1926)
- Hanuš Trneček (1858–1914)
- Václav Trojan (1907–1983)
- Jan Truhlář (1928–2007)
- Jiří Třanovský (1592–1637)
- Antonín Tučapský (1928–2014)
- František Vincenc Tuček (1755–1820)
- Jan Tuček (1743–1783)
- František Ignác Tůma (1704–1774)
- Bohuslav Tvrdý (1897–1946)
- Richard Týnský (1909–1974)
- Agnes Tyrrell (1846–1883)

## U
- Jaroslav Uhlíř (* 1945)
- Petr Ulrych (* 1944)

## V
- Jaroslav Václav Vacek (1865–1935)
- Jindřich Vacek (1889–1946)
- Karel Vacek (1902–1982)
- Miloš Vacek (1928–2012)
- Dalibor C. Vačkář (1906–1984)
- Václav Vačkář (1881–1954)
- Ferdinand Vach (1860–1939)
- Jiří Válek (1923–2005)
- Arnošt Vančura (~1750–1802)
- Jan Křtitel Vaňhal (1739–1813)
- Česlav Vaňura (1694–1736)
- Josef Vašata (1884–1942)
- Václav Jindřich Veit (1806–1864)
- Jaromír Vejvoda (1902–1988)
- Josef Vejvoda (* 1945)
- Pavel Josef Vejvanovský (1639 nebo 1640–1693)
- Bohumil Vendler (1865–1948)
- Jan Nepomuk Vent (1745–1801)
- Alois Veselý (1928–1996)
- Jan Pavel Veselý (1762–1814)
- Viktor Veselý (1887–1966)
- Jan Vičar (* 1949)
- Miloš Vignati (1897–1966)
- Michal Vích (* 1952)
- Emil Viklický (* 1948)
- Čeněk Vinař (1835–1872)
- Vlastislav Antonín Vipler (1903–1971)
- Jan Nepomuk Augustin Vitásek (1771–1839)
- Josef Vlach–Vrutický (1897–1977)
- Kamil Voborský (1883–1949)
- Rudolf Voborský (1895–1957)
- Jan Nepomuk Vocet (1776–1843)
- Josef Vodák (* 1927)
- Ferdinand Vodička (1895–1953)
- Václav Vodička (?–1774)
- Jan Campanus Vodňanský (1572–1622)
- Jaroslav Vodrážka (varhaník) (* 1930)
- Karel Vodrážka (1904–1985)
- Jaromír Vogel (* 1943)
- Jaroslav Vogel (1894–1970)
- Kajetán Vogl (1750–1794)
- František Vogner (1850–1930)
- Rudolf Vohanka (1880–1963)
- Hynek Vojáček (1825–1916)
- Jindřich Vojáček (1888–1945)
- Jan Ignác František Vojta (??)
- Antonín Vojtíšek (1771–po r. 1820)
- Antonín Volánek (1761–1817)
- Jaromír Vomáčka (1923–1978)
- Boleslav Vomáčka (1887–1965)
- Josef Vorel (1801–1874)
- Sláva Vorlová (1894–1973)
- Jana Vöröšová (* 1980)
- Jan Václav Hugo Voříšek (1791–1825)
- Zbyněk Vostřák (1920–1985)
- Emil Votoček (1862–1950)
- Jan Křtitel Voves (1885–1945)
- František Vrána (1914–1975)
- Gustav Vránek (1906–1981)
- Antonín Vranický (1761–1820)
- Pavel Vranický (1756–1808)
- Radka Vranková (Radůza) (* 1973)
- Karel Vrátný (1819–1873)
- František Vrba (1896–1963)
- Stanislav Vrbík (1907–1987)
- Ladislav Vycpálek (1882–1969)
- Vratislav Vycpálek (1892–1962)
- Ivo Vyhnálek (* 1930)
- Alois Ladislav Vymetal (1865–1918)

## W
- Jakub Wachter (16??–1741)
- Petr Wajsar (* 1978)
- Ignaz Walter (1755–1822)
- Jiljí Walter (1875–19??)
- Alexander Waulin (1894–1976)
- Bedřich Diviš Weber (1766–1842)
- Josef Miroslav Weber (1854–1906)
- Charles Wehle (1825–1883)
- Bruno Weigl (1881–1938)
- Jaromír Weinberger (1896–1967)
- Karel Weiss (1862–1944)
- Michael Weisse (~1488–1534)
- Silvestr Weltz (1709–1774)
- Mikuláš Wentzely (1643–1722)
- Vladimír Werner (1937–2010)
- Bedřich Antonín Wiedermann (1883–1951)
- Vladimír Wimmer (* 1960)
- Josef František Wittoch (1788–1871)
- Wenceslaus Wodiczka (1715–1774)
- Alois Wolf  (1914–1975)
- Joseph Maria Wolfram (1789–1839)
- Jan Nepomuk Wünsch  (1855–1950)
- Josef Adel Wünsch  (1850–1941)
- Rudolf Wünsch  (1880–1955)
- Václav Vilém Würfel (1790–1832)

## Z
- Václav Zahradník (1942–2001)
- Zdeněk Zahradník (* 1936)
- Jan Zach (1699–1733)
- Jeroným Zajíček (1926–2007)
- Evžen Zámečník (* 1939)
- Rudolf Zamrzla (1869–1930)
- Jan Zástěra (* 1984)
- Josef Klement Zástěra (1886–1966)
- Mistr Záviš (okolo 1350–?)
- Antonín Závodný (1922–1990)
- Josef Rudolf Zavrtal (1819–1893)
- Ladislav Zavrtal (1849–1942)
- Václav Hugo Zavrtal (1821–1899)
- Jan Zborovský (1915–?)
- Camille Zeckwer (1875–1924)
- István Zelenka (* 1936)
- Jan Dismas Zelenka (1679–1745)
- Jan Evangelista Zelinka  (1893–1969)
- Jan Evangelista Zelinka starší (1856–1935)
- Jaroslav Zeman (* 1936)
- Pavel Zemek–Novák (* 1957)
- Jaroslav Zich (1912–2001)
- Karel Zich (1949–2004)
- Otakar Zich (1879–1934)
- Richard Zika (1897–1947)
- Otakar Zítek (1892–1955)
- Jiří Zmožek (* 1943)
- Vít Zouhar (* 1966)
- Zdeněk Zouhar (1927–2011)
- Felix Zrno (1890–1981)
- Josef Leopold Zvonař (1824–1865)

## Ž
- Lubomír Železný (1925–1979)
- Andrej Željazkov (* 1971)
- Karel Židek (1912–2001)
- František Živný (1927–2006)
- Antonín Žváček (1907–1981)